# Place de la Liberté (Brno)
Pour les articles homonymes, voir Place de la Liberté.
 (juillet 2017).
La place de la Liberté (en tchèque náměstí Svobody) est une place située à Brno en République tchèque.
La place est en forme de triangle. Cette forme a été déterminée par les divers rails de tram et routes autour de celle-ci. Le premier sapin de Noël a été installé sur la place de la liberté de Brno en 1924. Auparavant, l’église de Saint-Nicolas était bâtie sur la place de la liberté mais elle fut détruite en 1870.

## Situation et accès
La place est le centre historique de la ville. On peut y retrouver des maisons historiques qui ont dû être reconstruites au cours du temps. On peut citer ici deux bâtiments à titre d’exemple : la maison des seigneurs de Lipa (bâtiment datant de la renaissance, bâti de 1847 à 1848 par les architectes Theofil Hansen et Ludwig Förster), classée dans l’héritage tchèque de l’UNESCO ainsi que le Palace de Klein. On retrouve également des éléments de l’architecture du XXe siècle avec la banque commerciale de B. Fuchs, construite en 1930 ainsi que des éléments de l’architecture moderne avec le Palace Omega datant de 2005. On peut également y voir une fontaine.
Plus grande place de la ville de Brno et située au cœur de la ville, de nombreux évènements s'y déroulent tout le long de l'année tels que les marchés de Noël, les festivals, les célébrations de la nouvelle année.
Sur la place et autour de celle-ci se trouvent de nombreux bars et restaurants, ainsi que des boites de nuits et des magasins. 

## Bâtiments remarquables et lieux de mémoire
Sur la place, on retrouve également une colonne de la peste datant de 1689. On peut également retrouver beaucoup de ces colonnes dans de nombreuses villes de l’Europe centrale en mémoire des nombreuses épidémies de peste noire du XIVe au XVIIe siècle.
Beaucoup de questions se posent également autour de cette horloge à cause du fait que personne ne sait comment lire l’heure de celle-ci
.